# Mali obli mišić
Mali obli mišić (lat. musculus teres minor) je mišić ramena. Mišić inervira lat. nervus axillaris.

## Polazište i hvatište
Mišić polazi sa stražnje strane lopatice (gornji dio lateralnog ruba), a hvata se za ramenu kost (točnije, lat. tuberculum majus).